# 稲増龍夫
稲増 龍夫（いなます たつお、1952年4月9日 - ）は、日本の社会学者・心理学者。法政大学名誉教授。専門は社会心理学・メディア文化論。東京都出身。血液型はAB型。BPO放送と青少年に関する委員会委員。

## 人物
現代社会心理学の分野やメディア研究において名高い。メディア文化でもとりわけ高度経済成長期以降から現代に至る芸能とマスメディアの文化、さらにいえばアイドルやグループ・サウンズ、J-POPといった、アカデミズムにおける現代芸能風俗研究の開拓者の一人であり、事実上の第一人者として扱われることも多い。
その一方で、1980年代の『新人類』ブームの頃にはマスコミからいわゆる『新人類』世代の後見的な立場に位置づけられた人物であり、これら『新人類』と呼ばれた者たちについて解説するコメンテーターとしてマスコミに登場して以降、テレビ・雑誌等でのコメンテイターとしての活躍も多い。フジテレビの「トークシャワー」、TBSの朝の番組「いちばん!エクスプレス」、「エクスプレス」ではレギュラーコメンテーターを務めていたこともある。現在でも「新・週刊フジテレビ批評」などメディアにもよく登場し、女子アナウンサーにも知り合いが多い。ゼミ出身者はマスコミ関係者が多く、大村正樹（フリー）などがおり数多くのアナウンサーを輩出している。
「ワイナベ先生」こと渡邊芳之によれば、彼が学生の時（1983年ごろ）に稲増の担当する学部の社会心理学特講の授業に出席した際、珍しいグループサウンズのレコードをたくさん聴かせ、バッドフィンガーについてのレポートを書いてきた渡邊に優を出している。
また法政大学自主マスコミ講座の顧問でもあり（助教授当時の1988年に開始した）、稲増がこれまでに送り出したアナウンサーは小島奈津子（元フジテレビ）や龍円愛梨（テレビ朝日）、加藤明子（朝日放送）など数多い。講座からは毎年アナウンサーのみならず数多くのマスコミ就職者を出している。

## 略歴
- 1971年
  - 3月 東京教育大学附属駒場高等学校 卒業
  - 4月 東京大学文科三類 入学
- 1973年4月 東京大学文学部社会学科 進学
- 1976年3月 東京大学文学部社会学科 卒業
- 1978年
  - 3月 東京大学大学院社会心理学修士課程 修了
  - 4月 東京大学大学院社会心理学博士課程 入学
- 1980年
  - 3月 東京大学大学院社会心理学博士課程 中退
  - 4月 東京大学文学部社会心理学研究室助手
- 1984年
  - 3月 東京大学文学部社会心理学研究室 退職
  - 4月 法政大学社会学部専任講師
- 1986年4月 法政大学社会学部助教授
- 1993年4月 法政大学社会学部教授
- 2023年3月 法政大学を定年退職

## 著書

### 単著
- 『アイドル工学』（筑摩書房、1989年）
- 『フリッパーズ・テレビ―テレビ文化の近未来形』（筑摩書房、1991年）
- 『＜ポスト個性化＞の時代～高度消費文化のゆくえ』（時事通信社、1992年）
- 『増補 アイドル工学』（筑摩書房（ちくま文庫）、1993年）
- 『パンドラのメディア―テレビは時代をどう変えたのか』（筑摩書房、2003年）

### 共著
- 『洋楽 in ジャパン 68-86―日本で流行ったロック＆ポップス』（学陽書房、1994年）
- 『歌謡曲完全攻略ガイド 68-85』（学陽書房、1996年）
- 『電脳社会への提言』（アスキー、1997年）
- 『有名人のデジタル書斎術』（アスキー、1997年）

### 訳書
- アラン・スウィングウッド『大衆文化の神話』（東京創元社・現代社会科学叢書、1982年）